# Jonchery
Jonchery ist eine französische Gemeinde mit 960 Einwohnern (Stand: 1. Januar 2022) im Département Haute-Marne in der Region Grand Est. Sie gehört zum Arrondissement Chaumont und zum Kanton Chaumont-1. Die Einwohner werden Joncherois und Joncheroises genannt.

## Geographie
Jonchery liegt etwa vier Kilometer nordwestlich des Stadtzentrums von Chaumont. Umgeben wird Jonchery von den Nachbargemeinden Meures im Norden, Bologne im Norden und Nordosten, Brethenay und Condes im Osten, Chaumont im Südosten, Villiers-le-Sec im Süden, Euffigneix im Süden und Südwesten, Gillancourt im Westen sowie Blaisy und Sexfontaines im Nordwesten.

## Geschichte
1973 wurden die Orte Laharmand und Sarcicourt eingemeindet.

## Bevölkerungsentwicklung
| Jahr                       | 1962 | 1968 | 1975 | 1982 | 1990 | 1999 | 2006 | 2019 |
| Einwohner                  | 252  | 255  | 611  | 780  | 727  | 787  | 929  | 995  |
| Quellen: Cassini und INSEE |      |      |      |      |      |      |      |      |

## Sehenswürdigkeiten
- Romanische Kirche Notre-Dame-de-l’Assomption aus dem 15. Jahrhundert
- Kirche Notre-Dame-de-l’Assomption im Ortsteil Laharmand
- Kirche Saint-Martin im Ortsteil Sarcicourt
- Ehemaliges Waschhaus (Lavoir)

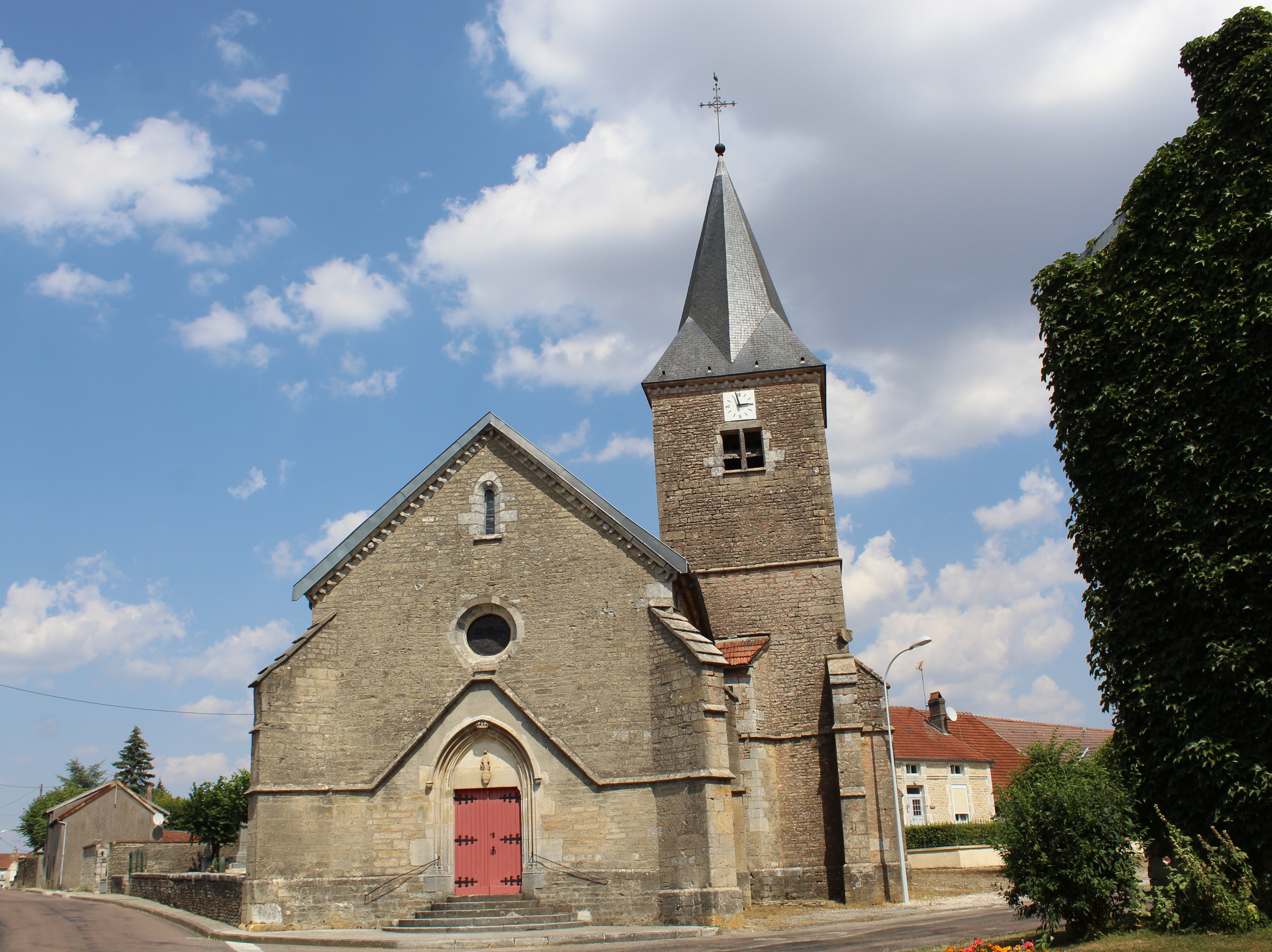
Kirche Notre-Dame-de-l’Assomption
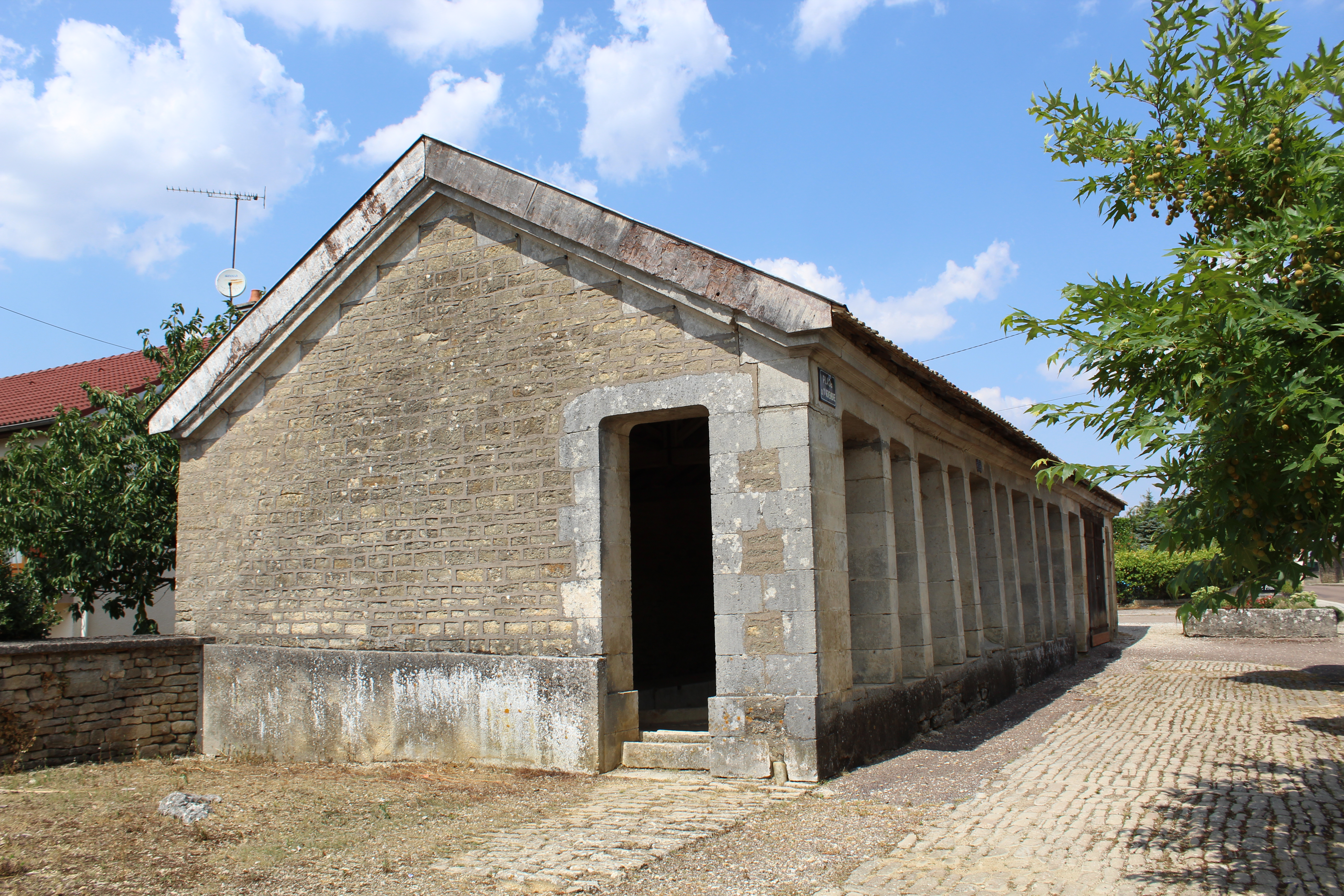
Lavoir